# Cessnock
Cessnock ist eine Stadt im australischen Bundesstaat New South Wales und liegt im Hunter Valley, etwa 150 km nördlich von Sydney und 50 km westlich von Newcastle auf etwa 100 m Höhe.
Die Doppelgemeinde Cessnock-Bellbird hat 20.013 Einwohner. Die Stadt wurde nach Schloss Cessnock im Ayrshire, Schottland von einem frühen Siedler benannt.
Nachdem das erste Kohlebergwerk 1891 eröffnet wurde, bestimmte im 20. Jahrhundert lange Zeit die Lage am größten Kohlevorkommen in New South Wales die Geschicke der Stadt. Nach dem Niedergang in den 1960er Jahren stellte sich die Stadt um auf den Tourismus und die Weinindustrie. Das untere Hunter Valley bei Cessnock ist das älteste (seit 1866) Weinbaugebiet Australiens und beheimatet zurzeit etwa 40 Weingüter, von denen die meisten Besuchern geöffnet sind.
Die Stadt Cessnock ist das Zentrum des lokalen Verwaltungsgebiets Cessnock City.

## Söhne und Töchter der Stadt
- Philip Wilson (1950–2021), Geistlicher und römisch-katholischer Erzbischof von Adelaide
- Gary Haberl (1965–2019), Tischtennisspieler
- Simon Whitlock (* 1969), Dartspieler der PDC